# ダチアン・チョロシュ
ダチアン・ユリエン・チョロシュ（ルーマニア語: Dacian Julien Cioloș、ルーマニア語発音: [dat͡ʃiˈan ˈt͡ʃjoloʃ]、1969年7月27日 - ）は、ルーマニアの政治家、農学者。
2007年12月から2008年12月まで、カリン・ポペスク・タリチェアヌ内閣の農相を務めた。2009年11月に欧州委員会のジョゼ・マヌエル・ドゥラン・バローゾ委員長から次期農業委員に指名され、2010年2月から2014年11月まで農業委員。2015年11月にはヨハニス大統領から首相に指名され、国会の承認を得て就任し、翌年の総選挙まで務めた。

## 経歴

### 前半生
ザラウに生まれたが、子ども時代のほとんどを近郊のペリチェイ村で祖父母とともに過ごした。そこでチョロシュは、農業に関心を持つようになった。1987年にシムレウ・シルヴァニエイの農業高校を卒業後、クルージュ＝ナポカ農業科学獣医学大学に進学、1994年に園芸工学の学位を得て卒業した。また、農業開発経済学で1997年にレンヌ農業科学高等研究院から修士号を、2006年にモンペリエ第1大学から博士号を授与された。2000年から、シンクタンクのグループ・ド・ブリュージュに所属している。政治的には無所属だが、全欧レベルの欧州人民党 (EPP) に加入している。
1991年から1996年まで、チョロシュはフランスのブルターニュ地方にある有機農園で13か月の実務研修を受けた。1995年の夏には、サヴォア県とアルジェシュ県が共同で行う農村開発計画を準備し、1997年にはロデーズのアヴェロン県農業商工会議所に勤務するかたわら、県北部の農業・農村開発について研究した。1997年から1999年には農業経済学者として、ブリュッセルにある欧州委員会の農業・農村開発総局に研修のため派遣され、そこで農業・農村開発特別加盟プログラム (SAPARD) の策定を手伝った。1998年から1999年には、再びサヴォア県の協力を得て、アルジェシュ県の地域農村開発計画を指揮した。1999年から2001年にはフランスの2つの農業開発機関に勤務し、ルーマニアにおける同分野の機関と行う合同プログラムの調整にあたった。2002年から2003年には、欧州委員会のルーマニア代表団の一員として、母国におけるSAPARDの実施状況の監督を手助けした。2005年1月から2007年5月にかけては、ルーマニアの農務相顧問と欧州連合理事会の農業特別委員会委員を務めた。2007年5月から10月には、ルーマニア農務省で欧州担当次官の役職にあった。2007年10月には、汚職事件で辞任したデチェバル・トライアン・レメシュの後任の農務相に起用され、同年12月にタリチェアヌの国民自由党を中心とする政権が総選挙の結果下野するまで在任した。2009年のはじめに農業・農村開発総局に復職したが、同年7月にはトライアン・バセスクから、公共農業開発政策を所管する1年限りの委員会の委員長に指名された。

### EU農業担当委員時代
2009年10月、第二次バローゾ委員会において農業担当委員の役職を確保することを望むエミール・ボック政権は、チョロシュをルーマニアの欧州委員に指名した。この提案は、野党のリベラル勢力や社会民主党から、崩壊の瀬戸際にある政権の最後のあがきとして非難されただけでなく、社会民主主義勢力がその役職を占めるべきとする欧州社会党からも批判された。実際、ボック内閣はチョロシュを指名した翌日に、不信任決議案が可決されたことで崩壊した。

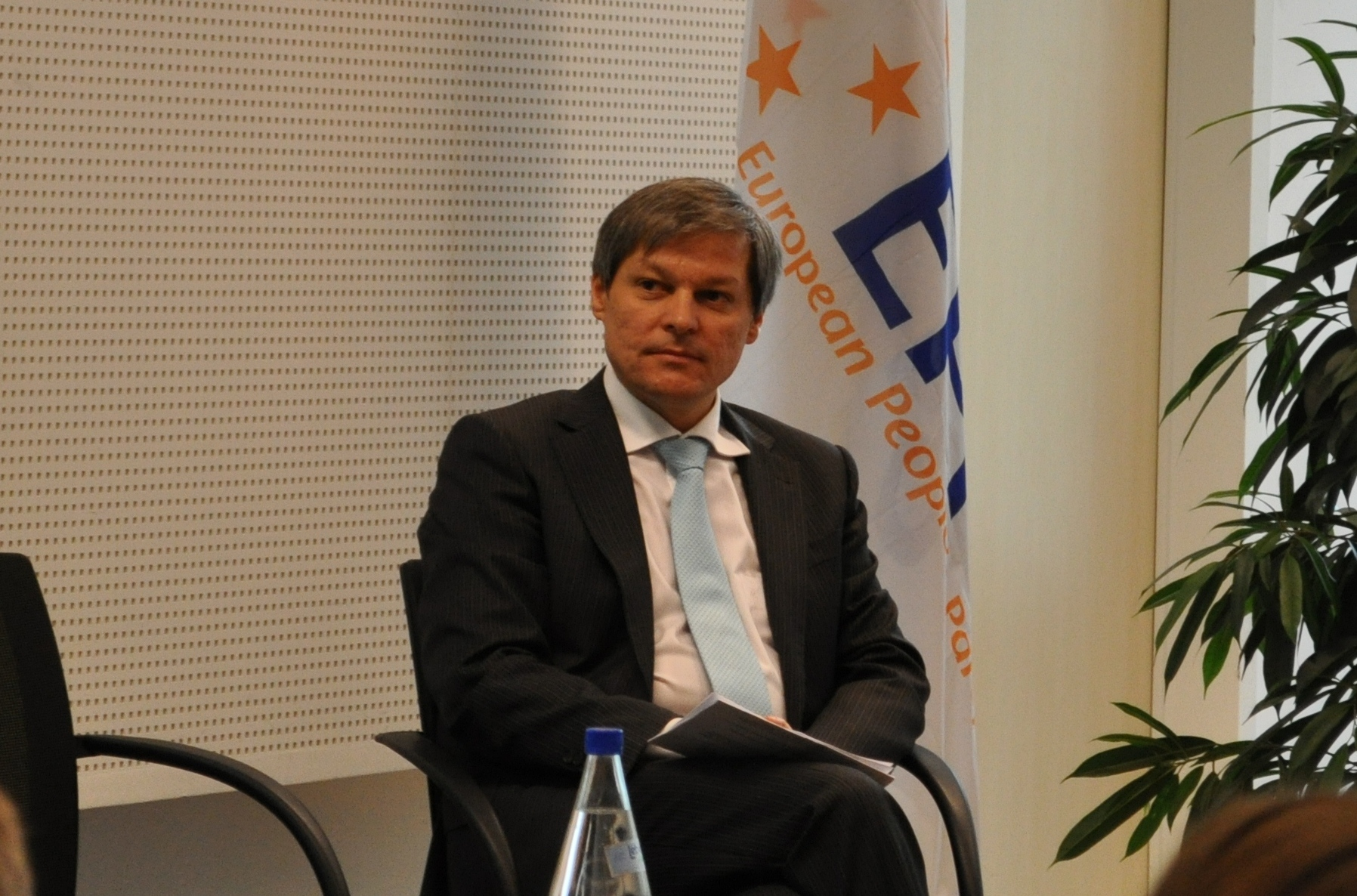
農業委員時代のチョロシュ（2010年9月）

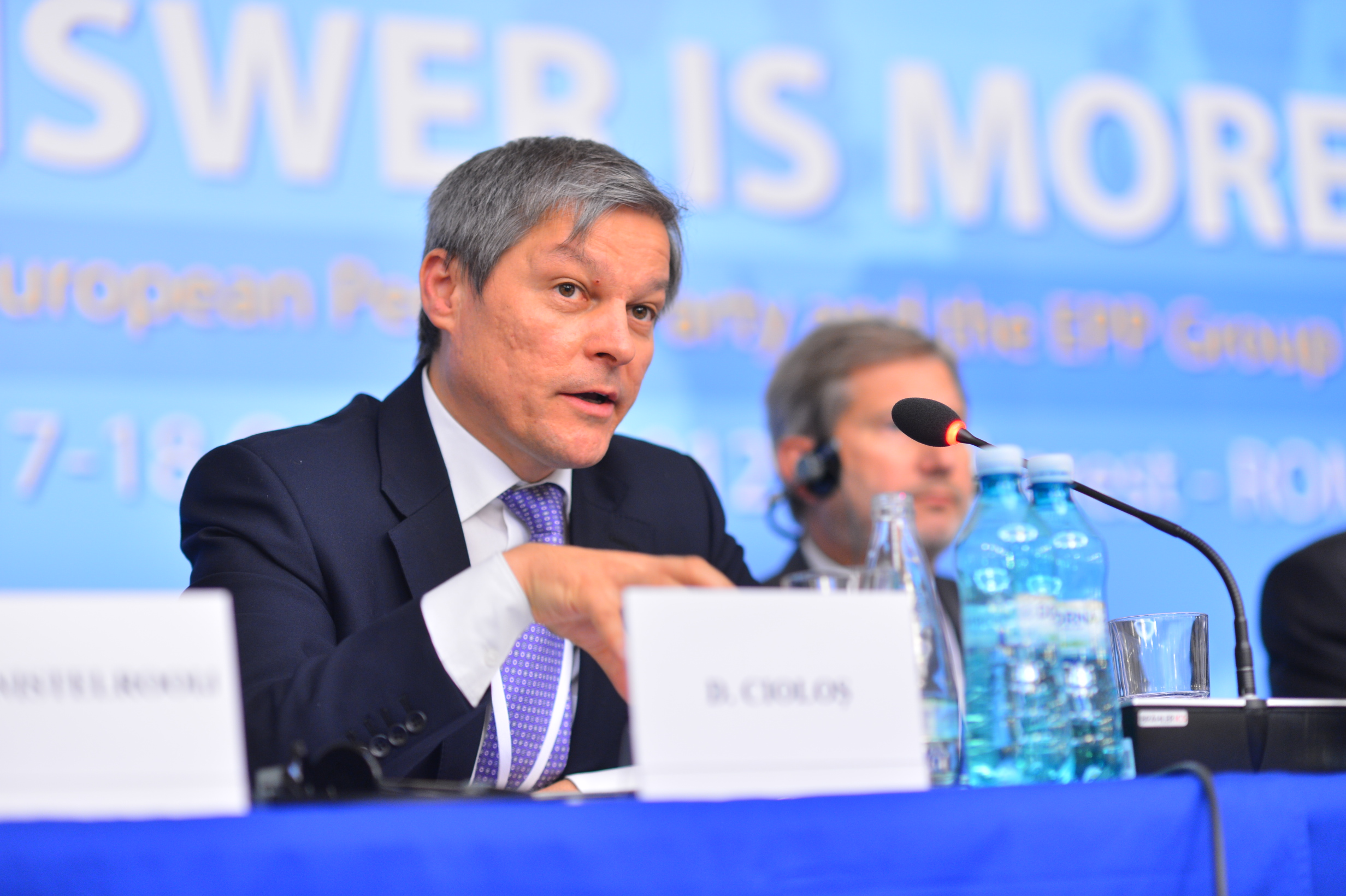
欧州人民党大会にて（2012年10月）

11月末、バローゾはチョロシュを農業担当委員に指名した。バローゾはチョロシュについて、提案された候補者のなかで「最も有能な」人物であると述べ、チョロシュの農業・農村開発に関する「近代的なビジョン」を称賛した。イギリスの雑誌「ファーマーズ・ウィークリー」は、ルーマニアがEUの資金を不適切な形で管理していたことを挙げて、この指名を「物議をかもす選択」としたが、チョロシュの「広範な農業における経験」は認めた。イングランド・ウェールズ全国農業組合とスコットランド全国農業組合も、この指名を歓迎した。イタリアのルカ・ツァイア農務相とフランスのニコラ・サルコジ大統領も同様に、チョロシュに祝辞を述べた。ドイツ通信社とイギリスの新聞「インデペンデント」はともに、資金の不適切処理問題との関連でこの指名を批判したが、フランスの日刊紙「ウェスト＝フランス」は、イギリスが憤慨しているのは、チョロシュとフランスとの強い結びつきを考慮すると、彼は2人目のフランスの欧州委員も同然であると認識しているからだと主張した。
2010年2月に欧州議会の承認を受けたチョロシュは、自らの優先課題に着手した。それには食糧安全保障確保のための「繁栄した農業部門」の維持、環境保全と田園の保護、地球温暖化対策の支援や農家の「公正な生活水準」の維持などが挙げられる。この目標を達成するため、チョロシュは共通農業政策を状況に応じて変更し、再構成し続けることを約束した。
2015年7月には、バローゾの後任のジャン＝クロード・ユンケル委員長から、国際食糧安全保障担当の特別顧問に任命された。

### 首相時代
2015年11月にヴィクトル・ポンタ首相は、ナイトクラブの火災がきっかけで生じた首相の辞任を求める抗議運動をうけて辞任した。その後任として、クラウス・ヨハニス大統領はチョロシュを指名した。その後、21名で構成され、その3分の1を女性が占めるテクノクラート内閣が提案された。チョロシュ内閣は国会で、主に社会民主党と国民自由党の支持を得て、389票対115票で承認された。自由民主同盟は反対に回った。
首相在任中に透明性向上を目的に行った主な業績として、チョロシュは公的部門の給与や契約にかかる支出の電子公開と、無数の些末な手続きの淘汰をはじめとするお役所仕事の削減の2点を挙げている。2016年の総選挙では、国民自由党とルーマニア救出同盟から支持を取り付け、その見返りにいずれかの党への投票を有権者に呼びかけた。しかし両党は敗北し、総選挙の翌月、チョロシュはソリン・グリンデアヌに首相職を明け渡した。

### 首相退任後
2018年3月、チョロシュは新党「共にルーマニア運動」の結成を表明した。しかし、政党登録の手続きに手間取ったため、同年12月、政治仲間がすでに設立していた自由統一連帯党 (PLUS) の存在を明らかにし、「共にルーマニア運動」をPLUSに合流させると述べた。
2019年1月に開催されたPLUSの第一回全国大会では、得票率99.17%でチョロシュが代表に選出された。その翌月には、ダン・バルナ率いるルーマニア救出同盟と協力関係を結んだ。5月には欧州議会議員選挙で欧州議会議員に選出され、フランスの共和国前進やスペインのシウダダノス、ドイツやオランダの政党からの支持を得て欧州刷新会派の新代表にも就任した。しかし、2021年の秋に、ルーマニア国内の政治活動に専念したいとして会派代表を辞任した。
PLUSとルーマニア救出同盟は2021年に合流し、10月に行われた代表選挙では50.9%対49.1%の僅差でチョロシュがバルナを下し当選した。
2021年10月5日にフロリン・クツ首相に対する不信任決議が可決されたことを受け、11日にクラウス・ヨハニス大統領より組閣を要請された。しかし新内閣は議会からの承認を得られず、10月20日の信任投票では賛成234票が必要なところを88票しか獲得できなかったため、組閣は失敗した。
2022年には自身の政策プランが幹部の反対にあったことで、ルーマニア救出同盟代表を辞任。5月には離党し、新党「ルーマニア刷新欧州プロジェクト」 (REPER) を旗揚げした。

## 人物
フランス留学中の2000年に、同国の農業専門家であるヴァレリー・ヴィレマンと結婚した。結婚式はペリチェイ村で行った。夫妻に子どもはいない。チョロシュにはソリンという弟がいる。